# آر گونیا
آر گونیا یک ستاره است که در صورت فلکی گونیا قرار دارد.